# Солдатское сельское поселение (Ракитянский район)
Солда́тское се́льское поселе́ние — муниципальное образование в Ракитянском районе Белгородской области.
Административный центр — село Солдатское.

## История
История села Солдатское берет начало во второй половине XVII века.
Образовано, как и большинство сел Хотмыжского уезда, служилыми людьми — детьми боярскими, стрельцами, рейтарами, казаками, выезжими черкасами. Точной даты основания села пока не установлено, но возникло на месте так называемых дач — угодий служилых людей Хотмыжской крепости во второй половине XVII века. С марта по ноябрь 1918 г. село было оккупировано германскими войсками и украинскими гайдамаками. Летом 1919 г. на ст. Готня был сформирован Грайворонский революционный полк (78-й стрелковый полк), 2-я рота которого состояла из жителей села.
В 1930 г. создан колхоз «Большевик».
В октябре 1941 г. село было оккупировано немецко-фашистскими войсками. Окончательно село освобождено в августе 1943 г.
Русская Березовка основана служилыми людьми Хотмыжской крепости, выходцами из Курска, Белгорода, Путивля, Рыльска, Чернигова, Новгород-Северского. Первоначально поселение называлось Березовка, но с появлением новой слободы, основанной украинскими переселенцами, получило название Русская Березовка. Соответственно украинская слобода стала называться Новая Березовка.
В 1941 г. на войну из двух сел ушли более 300 человек, не вернулись домой около 200. Фашистские захватчики дважды оккупировали Березовку. Первый раз немцы вступили в село 20 октября 1941 г. Из Русской и Новой Березовки в Германию угнали 16 девушек. После разгрома под Воронежем и Сталинградом немцы были отброшены до Харькова, однако, нанеся второй контрудар советским войскам под Харьковом, в марте 1943 г. немцы вновь заняли село. Освобождали Березовку 100-я и 163-я стрелковые дивизии 4 августа 1943 г. 163-я стрелковая дивизия прорвала оборону врага, а 5 августа в прорыв был брошен танковый корпус Гетмана. В память погибших у братской могилы в 1967 г. открыт монумент.

## Население
| 2010  | 2011  | 2012  | 2013  | 2014  | 2015  | 2016  | 2017  | 2018  |
| ----- | ----- | ----- | ----- | ----- | ----- | ----- | ----- | ----- |
| 1107  | ↗1109 | ↗1124 | ↗1138 | ↗1166 | ↗1191 | ↗1206 | ↗1227 | ↘1215 |
| 2019  | 2020  | 2021  |       |       |       |       |       |       |
| ↘1208 | ↗1211 | ↘1148 |       |       |       |       |       |       |

## Экономика
На территории сельского поселения осуществляют хозяйственную деятельность производства агрохолдинга «БЭЗРК — Белгранкором»: «Семхоз Ракитянский» и «Ракитянская свинина — 1», мини-завод по хранению и переработке зерна.

## Социальная сфера
На территории поселения действуют 1 школа, 2 библиотеки, 2 Дома культуры, 2 ФАПа, 2 почтовых отделения, три магазина, кафе, аптечный пункт «Максим» ИП Точилина, 2 отделения почтового узла связи, пункт охраны общественного порядка, в здании Солдатского Дома культуры выделено помещение для парикмахерской. В апреле 2012 г. в здании администрации установлен терминал Сбербанка России.
В 2008 году состоялось открытие мемориальной доски на здании Русско-Березовского Дома культуры композитору-песеннику уроженца с. Русская Березовка Павлову Анатолию Григорьевичу.
31 января 2008 г. состоялось открытие на здании школы мемориальной доски призёру 18 Олимпийских игр в Токио в 1964 г. в беге на дистанции 3000 м с препятствиями Беляеву Ивану Павловичу.
С 2010 г. реализуется пилотный проект по строительству коттеджного поселка для своих работников агрохолдингом «БЭЗРК — Белгранкорм». Возведённому микрорайону присвоено название — микрорайон «Ясные Зори». За 2015 год введено 127,2 м² жилья, строятся 4 жилых дома и 4 пристройки к дому.
Детский оздоровительный лагерь имени А. П. Гайдара на берегу «Солдатского водохранилища».
12 октября 2012 года состоялся литературно-туристический маршрут «Родина М. Тверитинова». Открытие мемориальной доски на здании администрации Солдатского сельского поселения поэту Тверитинову Михаилу Денисовичу.
1 сентября 2011 года после капитального ремонта торжественно открыт Солдатский Дом культуры. Здание СДК построено в 1976 году. В отремонтированном клубе большой зрительный зал, на втором этаже разместились административные кабинеты, хореографический зал, комнаты кружковой работы, библиотека и др.
Привлекает к себе внимание зимний сад с огромным количеством разнообразных цветов. В 2008 году в селах Солдатское и Русская Березовка обустроены парки. В парке с. Солдатское оборудован детский городок.

## Культура
Фольклорный ансамбль «Рябинушка» Солдатского Дома культуры в апреле 2013 году принял участие в тридцать шестом (объединенном) Международном конкурсе-фестивале творческих коллективов «Единство России» г. Москва и стал лауреатом конкурса II степени.
Музей боевой и трудовой славы. Организован в 1977 году при Солдатской средней общеобразовательной школе. Руководит им краевед, почетный гражданин Ракитянского района Угрюмова С. П.
12 октября 2012 года в здании Солдатского Дома культуры состоялось торжественное открытие музея семьи с. Солдатское.
10 декабря 2013 года в с. Русская Березовка состоялось освящение храма в честь иконы Божией Матери «Экономисса» подворья Марфо-Мариинского женского монастыря.

## Состав сельского поселения
| № | Населённый пункт  | Тип населённого пункта       | Население |
| - | ----------------- | ---------------------------- | --------- |
| 1 | Новая Березовка   | село                         | ↘105      |
| 2 | Русская Берёзовка | село                         | ↘284      |
| 3 | Солдатское        | село, административный центр | ↘718      |